# 士官

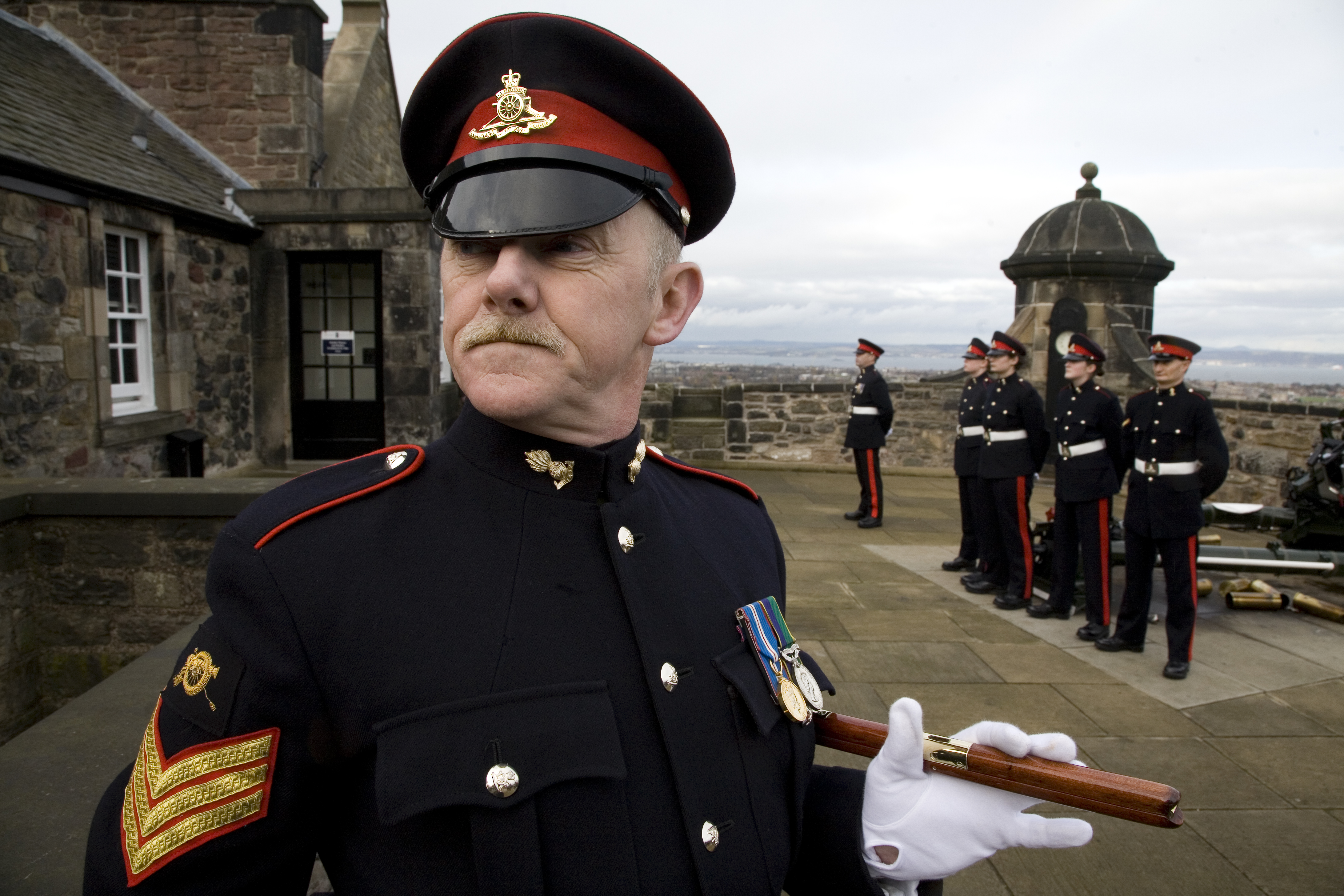
英國砲兵士官

常見的中士官階章

士官，一般國家稱之為軍士（英語：Non Commission Officer, NCO）。一般國家的軍隊體制裡，軍人分為軍官、軍士及士兵三大體系，各有其任務執掌。大部分士官通常由資深士兵選拔出來，也有經過專業士官軍校兵科專屬極為專業加上各其他兵科通科基礎教育，平常在負責輔佐基礎尉級軍官、接受軍官指揮、管理士兵生活内務及訓練和前線戰術及排連級實務一級作戰訓練、輔導作為。
士官由低階逐階晉升，通常分為下士、中士、上士，以及士官長（軍士長）等軍銜。編制上多以士官長擔任士官督導長，士官擔任班長，一個班下轄三到伍，每個伍為三到五人左右。在編制的實際運用上，可以用較低軍階的人員擔任高階職務，稱為「佔缺」，如以上士擔任班長或資深士官長擔任副排長。
在員額不足的部隊中，會以老兵代下士，是為「伍長」。戰時領導三至五人的作戰各兵科士兵作戰隊伍。
日語與韓語的「士官」是指「軍官」，又稱「將校」；至於華語的「士官」階層，在日本稱作「下士官」，包括軍曹與曹長等，而自衛隊士官階層的隊員則稱作；在韓語中則稱作「副士官」（부사관）。 

## 特殊情況
一般現代國家，士官的任命分為三大體系，軍校畢業生、非軍校之大專院校（副學士以上）招募及士兵向上升遷轉任得來。
但在某些有義務役兵役制度的國家，會擇優准許義務役軍人成為士官，但多半只能擔任最低層的下士。如臺灣有預士考試，招考大學（學士）、專科（副學士）以上學歷的役男，如被錄取為預備士官者，在儲備士官班受專長訓合格後，授予下士士官階級。

## 參閲
- 准尉
- 精進士官制度
- 警長、警署警長：警察的類似職級

## 外部連結
- 央視-兩會提案中國士官制度困境 （页面存档备份，存于）